# Reichsstraße 391
Die Reichsstraße 391 (R 391) war bis 1945 eine Staatsstraße des Deutschen Reichs, die vollständig auf 1939 annektiertem polnischem Gebiet (Polnisch-Oberschlesien und ehemaliges Österreichisch-Schlesien) lag. Sie verlief, in Sosnowiec (Sosnowitz) an der Reichsstraße 5 beginnend auf der Trasse der heutigen DW 934 über Oświęcim (Auschwitz), dann weiter nach dem heutigen Bielsko-Biała (Bielitz-Biala), von dort auf der Trasse der früheren Droga krajowa 69/Droga ekspresowa S69 (seit 2016 Droga ekspresowa S1) nach Żywiec (Saybusch) und weiter bis zur Grenze zur Slowakei bei dem Dorf Myto.
Ihre Gesamtlänge betrug rund 104 Kilometer.